# Мюнхен-Головний
48°08′27″ пн. ш. 11°33′18″ сх. д. / 48.140833° пн. ш. 11.555° сх. д.
Головний вокзал Мюнхена (нім. München Hauptbahnhof) — залізничний вокзал далекого та ближнього сполучення в центрі Мюнхена. Найбільший із трьох вокзалів міста. Побудований за принципом тупикового вокзалу. Вокзал має 32 наземні та 2 підземні колії та є найбільшим вокзалом Німеччини за кількістю колій. Пасажиропотік становить 350 000 пасажирів на день. Загальна площа вокзалу становить 760 000 м2.

## Історія
Відкритий 1 вересня 1839 року як залізнична станція на лінії Мюнхен-Лохгузен. 4 жовтня 1840 року лінію було продовжено до Аугсбурга. Однак ця перша станція проіснувала недовго, оскільки 4 квітня 1847 року вона зазнала пожежі.
У 1847—1849 роках вокзал був перебудований за планами Фрідріха Бюрклейна і знову відкритий 22 вересня 1849 року. До станції швидко було додано інші лінії: до Ландсгута в 1858 році, Нюрнберга в 1859 році та Розенгайма у 1871 році. Щоб впоратися зі збільшенням руху, станція зазнала капітальної реконструкції між 1876 і 1884 роками.
У 1893 році була додана станційна прибудова для розміщення потягів зі Штарнберзької лінії. Ще один набір колій було додано на іншому кінці станції для поїздів з Гольцкірхена в 1915 році.
Станцію було перейменовано в Мюнхен-Головний (München Hauptbahnhof) у 1904 році. Вокзал зазнав серйозних пошкоджень під час бомбардувань союзників у 1945 році, а 1949 року воказльний гол був знесений.
З 1958 до 1960 року вокал був перебудований шляхом об'єднання кількох частин старої станції. Новий зал був побудований Круппом у сучасному стилі 1960-х років, охоплюючи колії з 11 до 26.
Тунелі S-Bahn і станція метро «München Hbf (tief)», розташовані безпосередньо під вокзалом, були відкриті 28 квітня 1972 року, напередодні літніх Олімпійських ігор 1972 року. Станції метро (U-Bahn) була відкрита у 1980 та 1984 роках.

## Далеке сполучення
Лінії Intercity-Express пов'язують Головний вокзал Мюнхена з Гамбургом, Берліном, Кельном, Парижем, а також з іншими містами Німеччини та Європи. У Мюнхені беруть свій початок багато ліній нічних поїздів.

## Регіональне сполучення
Регіональні поїзди сполучають Головний вокзал Мюнхена з багатьма іншими містами Баварії, а також із Прагою та Зальцбургом.

## Громадський транспорт
На Головному вокзалі перетинаються дві гілки мюнхенського метрополітену (лінії U1, U2 та U4, U5), а також проходить основна гілка мюнхенської міської електрички (S1, S2, S3, S4, S5, S6, S7, S8). Зупинка кількох ліній трамвая (16, 17, 18, 19, 20, 21, 22) та автобусів (58, 100).